# Первый понедельник октября
«Первый понедельник октября» (англ. First Monday in October ) — фильм режиссёра Рональда Нима, снятый в США в 1981 году. Сценарий основан на одноимённой пьесе Джерома Лоуренса и Роберта Эдвина Ли. Исполнители главных ролей Джилл Клейберг и Уолтер Маттау были номинированы на премию «Золотой глобус» за лучшую женскую (мужскую) роль в комедии или мюзикле.

## Сюжет
В результате смерти одного из судей в Верховном суде США образуется вакансия. После утверждения Сенатом её замещает жёсткая и консервативная Рут Люмис (Клейберг) — первая в истории США женщина на этом посту. Она вступает в противостояние с судьёй Даниэлем Сноу (Маттау), который придерживается либеральных взглядов и в силу возраста имеет значительно больший опыт работы в Верховном суде. Столкновения характеров, взглядов и жизненных принципов, хотя и облечены в благопристойную форму, вспыхивают практически на каждом заседании. Но именно твёрдость позиции каждого, желание работать для достижения общественного блага приводят сначала к взаимному пониманию, а затем и к глубокому уважению друг друга.

## В ролях
- Уолтер Маттау — член Верховного суда США Дэниэль Сноу
- Джилл Клейберг — член Верховного суда США Рут Люмис
- Чарльз Лампкин — член Верховного суда США Джозайя Клюс
- Барнард Хьюз — председатель Верховного суда США Джефферсон Кроуфорд
- Джен Стерлинг — Кристина Сноу
- Энн Доран — хозяйка магазина

## Критика
Издание Variety писало о фильме: «Благодаря обворожительным талантам Уолтера Маттау и Джилл Клейберг „Первый понедельник октября“ обернулся вереницей в меру увлекательных разговоров, чьи серьёзные темы служат лишь прикрытием для без малого романтической комедии. Потрёпанный на вид и такой же приятный, как всегда, Маттау играет здесь роль „великого оппозиционера“, индивидуалиста-борца за гражданские права в духе покойного Уильяма О. Дугласа… Появление в суде благопристойной вдовы, оказавшейся в атмосфере мужского клуба, вызывает улыбку, а то и безудержный смех… Сценаристы, перекладывая свою популярную пьесу на киноязык, выбрали лёгкую трактовку, в которой насущные проблемы дня просто дали этой странной паре хороший повод сойтись вместе».

## Факты
- Первый понедельник октября — с 1911 года официальная дата начала ежегодной сессии Верховного суда США[3].
- Первоначально выход фильма был запланирован на февраль 1982 года. Однако 7 июля 1981 года Рональд Рейган впервые выдвинул на пост члена Верховного суда США женщину — Сандру Дэй О’Коннор. «Первый понедельник октября» был поспешно завершён и вышел на экраны всего через месяц после выдвижения кандидатуры президентом. Это сделало фильм чрезвычайно актуальным[4].